# Shelsley Walsh
Shelsley Walsh est une paroisse civile et un village du Worcestershire, en Angleterre.